# In vivo
In vivo és una expressió llatina que s'utilitza per descriure experiments químics, físics o farmacològics que tenen lloc dins d'un organisme viu, per oposició als que es duen a terme en un ambient artificial (in vitro).

## Investigacióin vivo
Aquest tipus d'investigació s'aproxima al subjecte d'experimentació holísticament. És sovint més apropiat per a l'observació d'efectes finals i totals per a un experiment en el subjecte vivent. En la biologia molecular, in vivo es refereix a experimentació a nivell cel·lular, on aquestes poden ser trencades i analitzades.
En el passat, els conillets d'índies van ser tan comunament usats in vivo com a subjecte experimental, que es va fer part de l'idioma català tant com l'anglès: "ser un conillet d'índies per a algú/alguna cosa". No obstant això, aquests animals han estat reemplaçats per un tipus de rata que és més petit, barat i ràpid en reproducció.
També pot fer referència a qualsevol tipus d'experimentació per oposició a aquella que es fa in vitro, per exemple, els experiments de propagació de plantes que es fan en vivers es consideren in vivo, contrari al que succeeix quan es propaguen plantes en tubs d'assaig, que es considera in vitro. En ambdós casos el subjecte d'experimentació és viu.